# Antoni Vila i Arrufat
Antoni Vila y Arrufat (Sabadell, Vallés Occidental, 20 de octubre de 1894 - Barcelona, 18 de septiembre de 1989)  hijo del pintor Joan Vila y Cinca, fue un pintor y grabador y muralista español. Padre del pintor y vidriero Joan Vila-Grau. Vila Arrufat fue cofundador de la Colla de Sabadell y de la Academia de Bellas artes de Sabadell en 1876.

## Biografía
Hijo del también pintor Joan Vila i Cinca (cofundador de la Academia de Bellas Artes de Sabadell en el año 1876) se formó principalmente con su padre y en la escuela Llotja de Barcelona, para terminar sus estudios en la Real Academia de Bellas Artes de San Fernando en Madrid gracias a una beca concedida por el Ayuntamiento de Sabadell.
Recibió una pensión del Ayuntamiento de Sabadell y viajó a París y a Italia, donde recibió la influencia de Mela Muttermilch. El 1919 expuso a las Galerías Laietanes de Barcelona, pero vivió hasta el 1920 en París, donde dibujó paisajes urbanos. Volvió a Barcelona y expuso individualmente en las galerías El Camarín (1922) y Syra (1932), a la vez que participaba en algunas exposiciones colectivas. A su regreso, se dedicó sobre todo a la pintura mural, especialmente con temas religiosos. como los primeros plafones que pintó representando san Cosme y san Damián, para la farmacia Benessat de Sabadell y para el Santuario de la Salud de esta misma ciudad o el altar del Santísimo en la iglesia de la Trinidad de Villafranca del Panadés en 1935.
Después de la guerra civil española participó en la Exposición de Arte Sacro de Vitoria de 1940 y en la Bienal de Venecia (1940 y 1952). El 1942 recibió la medalla de honor de la Exposición Nacional de Barcelona, y el 1948 la primera medalla de grabado a la de Madrid por La cena. El 1954 expuso individualmente en Buenos Aires y Rosario (Argentina), y más tarde lo hizo en Barcelona (1971, 1979, 1980) y en Sabadell (1974, 1978, 1979). Ha hecho murales en Sabadell, Villafranca del Panadés, Tarrasa, San Sebastián de Montmajor, El Escorial y Barcelona. Su obra se caracteriza por la nitidez y serenidad nouvecentista del ambiente, centrada a menudo en figuras y maternidades. Unos de sus murales más reconocidos son los que ejecutó para la Sala de Comisiones de la Casa de la Ciudad de Barcelona en 1950. También destacan los que ejecutó para la ermita de Sant Sebastiá de Montmajor, pintados al fresco, de una perfección técnica más que notable y los de la Sala de la ciutat en el Ayuntamiento de Barcelona en el año 1950, al óleo sobre tela 
Del 1949 al 1958 fue catedrático de grabado en la Escuela de la Lonja de Barcelona, y también fue miembro de la Real Academia Catalana de Bellas artes de Sant Jordi y de la Real Academia de Bellas artes de San Fernando. Igualmente, fue presidente honorario de la Academia de Bellas artes de Sabadell. El 1983 recibió la Cruz de Sant Jordi de la Generalidad de Cataluña.
El Museo Nacional de Arte de Cataluña en Barcelona, dispone de varias obras del artista. También se conservan obras de Antoni Vila Arrufat en la Fundación Palau de Caldes de Estrac, en el Museo de Arte Contemporáneo de Barcelona (MACBA), al Museo de Arte de Sabadell y en la Real Academia Catalana de Bellas artes de Sant Jordi.
En 2004, Eusebi Vila Delclòs, nieto del artista y también pintor, publicó su tesis doctoral, titulada Antoni Vila Arrufat, una vida dedicada al arte (editada en catalán por la editorial Meteora).

## Obras
- Mural del altar de San Sebastián al Gremio de Fabricantes de Sabadell (1925).
- Mural del altar de la Virgen de Montserrat, Parroquia de la Purísima de Sabadell (1928).[8]
- Plafones para el pabellón de Sabadell de la Exposición Internacional de Barcelona (1929).[8]
- Murales de la capilla de la piedad de San Vicente de Junqueras, Sabadell (1930).[8]
- Murales de la capilla del Santísimo de la parroquia de la Santísima Trinidad de Villafranca del Panadés (1935).[8]
- Murales del ábside de la parroquia del Espíritu Santo de Tarrasa (1942).[8]
- Primera fase de los murales del Santuario de la Virgen de la Salud de Sabadell (1944).[8]
- Retrato del abad Marcet, en el Museo de Montserrat (1944).
- Murales de la parroquia de San Sebastián de Montmayor (1950).[8]
- Murales de la capilla del Santísimo de la parroquia de la Purísima de Sabadell (1952).[8]
- Murales de la capilla particular de A. Enrich Valls, en San Lorenzo de El Escorial (1957).[8]
- Segunda fase de los murales del Santuario de la Virgen de la Salud de Sabadell (1959).[8]
- Mural de la Sala de la Ciudad de la Ayuntamiento de Barcelona (1964).
- Josefina Grau, esposa del artista

## Exposiciones[9]

### Exposiciones individuales
- 1919. Galerías Layetanas de Barcelona.
- 1922. El Camarín, Barcelona.
- 1932. Galeries Syra, Barcelona.
- 1934. Galeries Syra, Barcelona.
- 1940. Faianç Català, Barcelona.[8]
- 1954. Buenos Aires i Rosario de Santa Fe, Argentina.[8]
- 1971. Sala Parés, Barcelona.[10]
- 1974. A. Vila Arrufat. Exposició antològica, primera època. Sabadell, Acadèmia de Belles Arts.
- 1995. A Vila Arrufat. Obra de 1912 a 1942. Barcelona, Palau Moja.
- 2015. Antoni Vila Arrufat. Exposició de gravats. Sabadell, Acadèmia de Belles Arts.[11]
- 2016. Antoni Vila Arrufat. Art gràfic a Sabadell. Sabadell, Museu d'Art de Sabadell.[12]

### Exposiciones colectivas
- 1915. Exposició 1915. Acadèmia de Belles Arts de Sabadell, antic teatre Lliga Regionalista de Sabadell.[13]
- 1917. Exposició de pintura local. Acadèmia de Belles Arts de Sabadell.[14]
- 1918. Exposició d'Art. Palau de Belles Arts, Barcelona.[14]
- 1923. Exposició de pintura del concurs Plandiura, Barcelona.[8]
- 1924. Exposición Nacional de Madrid.[8]
- 1925. Primera Exposició Art Litúrgic. Sala Parés, Barcelona.[8][14]
- 1926. Saló de Tardor. Sala Parés, Barcelona.[14]
- 1928. II Exposició d'art litúrgic. Círcol Artístic, Barcelona.[14]
- 1930. Exposició d'obres de la col·lecció d'en Ferran Benet. Galeries Laietanes, Barcelona.[14]
- 1930. Exposició del paisatge del Vallès. Casino de Granollers.[14]
- 1931-1932. Concurs de Pintura. Montserrat vist pels pintors catalans. Palau de les Arts Decoratives, Barcelona.[14]
- 1931. Pinacoteca del Montestir de Montserrat.[8]
- 1931. Fira d'Art. Sala Parés, Barcelona.[14]
- 1932. Biennal de Venècia.[8]
- 1932. Exposició de Primavera. Palau Nacional, Barcelona.[14]
- 1932. Fira del dibuix. Galeria Syra, Barcelona.[14]
- 1932. Exposició inaugural de la temporada 1932-33. Galeria Syra, Barcelona.[14]
- 1933. Exposició de Primavera. Palau de Projeccions, Barcelona.[14]
- 1933. Exposició del Nu organitzada pel Círcol Artístic. Vestíbuls dels soterranis dels Ferrocarrils Catalans, Barcelona.[14]
- 1934. Exposición Nacional de Madrid.[8]
- 1934. Amics del Gravat de Catalunya.[8]
- 1934. VI Exhibició de l'Institut Català de les Arts del Llibre. Sala Busquets, Barcelona.[14]
- 1934. Exposició de Primavera. Palau de Projeccions, Barcelona.[14]
- 1935. Exposició de Primavera. Saló d'Art Modern (Montjuïc), Barcelona.[14]
- Cap a 1935. El circ en les arts plàstiques. Galeria Syra, Barcelona.[14]
- 1936. Exposició Curs III: 1936. Escola Superior del Paisatge d'Olot.[14]
- 1937. Exposició d'Art pro-Ajut Permanent a Madrid. Ateneu Socialista de Catalunya (Quatre Gats), Barcelona.[14]
- 1939. Exposición Arte Sacro, Vitoria.[8]
- 1940. Biennal de Venècia.[8]
- 1940. Exposición Nacional de Sevilla.[8]
- 1940. Retrats de nens, Cercle Artístic de Barcelona.[8]
- 1942. Exposición Nacional de Bellas Artes de Barcelona.
- 1947. Arte Español, Buenos Aires.[8]
- 1948. Exposición Nacional de Bellas Artes de Madrid.[8]
- 1952. Biennal de Venècia.

## Premios y reconocimientos
- 1924. Tercera medalla a l'Exposición Nacional de Madrid.[8]
- 1926. Menció honorífica al concurs de cartells per homenatjar la vellesa de la Caixa de Pensions (Barcelona).[15]
- 1934. Segona medalla de pintura i segona medalla d'art decoratiu a l'Exposición Nacional de Madrid.[8]
- 1934. Premi únic dels Amics del Gravat de Catalunya.[8]
- 1940. Primer premi de l'exposició Retrats de nens. Cercle Artístic de Barcelona.[8]
- 1942. Medalla d'Honor a l'Exposición Nacional de Bellas Artes de Barcelona. Obra Reposo.[16]
- 1948. Primera medalla de gravat a l'Exposición Nacional de Bellas Artes de Madrid.[8]
- 1954. Premi Valdés Leal, Sevilla.[8]
- 1954. Medalla Joan Vila Cinca de l'Acadèmia de Belles Arts de Sabadell.[8]
- 1957. Medalla Ciutat de Sabadell.[8]
- 1958. Medalla Ciutat de Terrassa.[8]
- 1983. Cruz de San Jorge de la Generalidad de Cataluña.